# Compsibidion taperu
Compsibidion taperu är en skalbaggsart som beskrevs av Martins och Maria Helena M. Galileo 2007. Compsibidion taperu ingår i släktet Compsibidion och familjen långhorningar. Inga underarter finns listade i Catalogue of Life.